# 菲律宾供水
菲律宾给排水管网与配套设施的建设可以追溯到1956年国家独立之后。在菲律宾，给排水系统的运行与监管主要由国家相应机关、地方有关机构、非政府组织（NGOs）与一些国控企业负责。

## 水资源概况

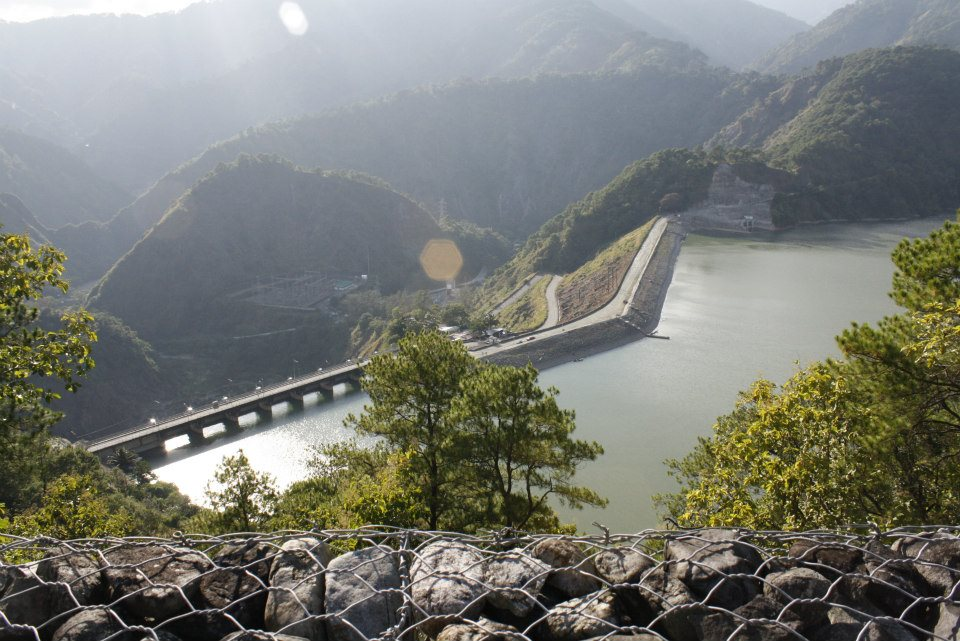
位于菲律宾本格特省下属博科德的Ambuklao Dam及水电站

菲律宾地处热带，四面被海洋包围，属于典型的热带海洋性气候。由于高温多雨，其年降水量接近3000毫米。菲律宾主要淡水水源为地表河流、湖泊与地下水库。其国境内最长的河流，卡加延河每年提供了大约539.43亿立方米的淡水。由于降水与其境内河流与湖泊的渗流，菲律宾的地下水资源达到了约47.895亿立方米。其境内主要的四大地下水库为卡加延、吕宋岛、通古桑以及格拉巴托。
在菲律宾，淡水主要用于水产养殖。为满足居民生活用水、用电与灌溉的需求，菲律宾境内兴修了438座大型水坝与423座小型水坝。这些大大小小的水坝不仅用于淡水资源的贮存，也同样用于农业灌溉、防洪调度以及水力发电。
菲律宾首都马尼拉中心城区的供水水源主要来自于安加特大坝、Ipo Dam以及La Mesa Dam。而同样一些在国家水利工程中起着举足轻重的作用，且规模更大的大坝则主要建于菲律宾的农村地区。诸如用于防汛调度、农业灌溉以及向碧瑶市与吕宋岛部分地区提供水电的安布克劳水电站与向伊莎贝拉岛提供主要农业用水与水电资源的Magat Dam。

## 供水情况
2000年，菲律宾的年用水量达到了285.2亿m³，其中74%，即211.0亿m³的淡水主要用于农业灌溉；9%，即25.7亿m³的淡水用于工业生产；剩余17%，即48.5亿淡水用于居民的日常生活。
2015年，菲律宾基础用水覆盖率达到了92%，遍及94%的城市地区与90%的农村地区。但同期仍有八百万的菲律宾居民的日常生活受到供水短缺的影响。